# Gypsmühle
Gypsmühle ist ein Gemeindeteil des Marktes Küps im Landkreis Kronach (Oberfranken, Bayern).

## Geographie
Die ehemalige Einöde ist mittlerweile als Haus Nr. 13 der Gypsmühlstraße des Gemeindeteils Theisenort aufgegangen. Sie liegt am Krebsbach.

## Geschichte
Gegen Ende des 18. Jahrhunderts gehörte Gypsmühle zu Theisenort. Das Hochgericht übte in begrenztem Umfang das Rittergut Schmölz-Theisenort aus. Es hatte ggf. an das bambergische Centamt Burgkunstadt-Marktgraitz auszuliefern. Das Rittergut Schmölz-Theisenort war zugleich Grundherr des Anwesens.
Mit dem Gemeindeedikt wurde Gypsmühle dem 1808 gebildeten Steuerdistrikt Theisenort und der 1818 gebildeten Ruralgemeinde Theisenort zugewiesen. Am 1. Mai 1978 wurde Gypsmühle im Zuge der Gebietsreform in Bayern in die Gemeinde Küps eingegliedert.

### Einwohnerentwicklung
| Jahr      | 001818 | 001861 | 001871 | 001885 | 001900 | 001925 | 001950 | 001961 | 001970 | 001987 |
| Einwohner |        | 3      | 5      | *      | *      | *      | *      | *      | 3      | *      |
| Häuser    | 1      |        |        | *      | *      | *      | *      | *      |        | *      |
| Quelle    | [ 4 ]  | [ 6 ]  | [ 7 ]  | [ 8 ]  | [ 9 ]  | [ 10 ] | [ 11 ] | [ 12 ] | [ 13 ] | [ 14 ] |

## Religion
Die Protestanten sind nach St. Laurentius (Schmölz) gepfarrt und die Katholiken nach Heiligste Dreifaltigkeit (Theisenort).